# 語文教育及研究常務委員會
語文教育及研究常務委員會（簡稱：語常會），於1996年根據教育統籌委員會《教育統籌委員會第六號報告書》的建議成立的香港公營機構，就一般語文教育事宜及語文基金的運用，向香港政府提出建議，並督導多項語文基金項目包括職業英語運動等。

## 委員會成員
語常會現任主席為陳黃麗娟博士，另有來自社會各界的十二名委員。當然委員包括課程發展議會轄下中國語文、英國語文和幼兒教育等三個教育委員會的主席、師訓與師資諮詢委員會主席、香港考試及評核局秘書長、教育局副秘書長。

## 工作

### 資助計劃 / 課程
- 提升小學英語水平津貼計劃
- 語文教師專業發展獎勵津貼計劃
- 普通話暑期沉浸課程資助計劃
- 小學英文教師海外沉浸課程
- 為小學校長舉辦的英國語文教育海外學習課程

### 推廣兩文三語
- 推廣英文
  - 英語大聯盟
  - 學前優質英語教學計劃
  - 英語節
  - 職業英語運動
- 推廣中文
  - 香港中文大學香港文學研究中心、香港中文大學圖書館「輕鬆散步學中文」計劃（2013-2015年）
  - 協助香港中、小學推行「以普通話教授中國語文科」計劃
  - 推廣普通話
  - 推廣粵語正音
  - 贊助香港電台語言教育節目（《正斗中文》、《反斗普通話》）
  - 職業中文課程指引（為少數族裔人士而設計）
  - 語常會初中辯論教育計劃
- 跨語言活動
  - 閱讀大使及閱讀約章
  - 香港最佳新聞獎
- 其他
  - 星島全港校際辯論比賽
  - 全港中學「兩文三語」菁英大比拼
  - 渣打香港英語演講比賽

### 語文基金
語文基金於1994年成立，目的為支援香港市民使用中文和英文的能力。
語文基金資助各種有助提高香港市民使用中英文能力的項目、計劃、研究、教科書、參考資料、教學支援、語文教師、語文專家、教學專家、教育及培訓機構、課程、培訓、出版及宣傳等。
語常會就語文基金運作的政策和程序，向語文基金託管人提供意見。2013年2月27日財政司司長曾俊華發表的《2013至14年度財政預算案》中建議向語文基金注資50億港元。

## 歷任主席
- 田北辰（2000年7月1日 - 2009年6月30日）[來源請求]
- 程介明 （2009年7月1日 - ？）[1]
- 黃嘉純[2]
- 陳黃麗娟博士（2021年7月1日 - ）[3]

## 外部連結
- 語文教育及研究常務委員會 （页面存档备份，存于）
- 職業英語運動